# Ohio Valley Wrestling
Ohio Valley Wrestling (OVW) je americké wrestlingové vývojové středisko založeno v Louisville ve státě Kentucky. Mezi lety 1997 a 2000 zapadalo pod společnost National Wrestling Alliance, nejvíce je ale známo díky World Wrestling Federation (nyní WWE). WWE vlastnila OVW od roku 2000 do 2008. V současné době je hlavním vývojovým střediskem pro Dannyho Davise a jeho Total Nonstop Action Wrestling. Více než 100 bývalých OVW wrestlerů vystupuje/vystupovalo ve WWE.

## Šampionáty
| Šampionát'                         | Současní šampion(i)                     | Datum výhry      | Bývalý držitel                                |
| ---------------------------------- | --------------------------------------- | ---------------- | --------------------------------------------- |
| OVW světový šampionát v těžké váze | Rob Terry                               | 1. prosince 2012 | Crimson                                       |
| OVW televizní šampionát            | Jamin Olivencia                         | 1. prosince 2012 | Joe Coleman                                   |
| OVW jižní šampionát mezi týmy      | The Gutcheckers (Alex Silva a Sam Shaw) | 1. prosince 2012 | The Family Jessie Godderz a Rudy Switchblade) |
| OVW ženský šampionát               | Taeler Hendrixová                       | 1. prosince 2012 | Taryn Terrellová                              |